# Lobelia conferta
Lobelia conferta är en klockväxtart som beskrevs av Elmer Drew Merrill och Lily May Perry. Lobelia conferta ingår i släktet lobelior, och familjen klockväxter. Inga underarter finns listade i Catalogue of Life.